# Hypolimnas alcmene
Hypolimnas alcmene är en fjärilsart som beskrevs av Pieter Cramer 1779. Hypolimnas alcmene ingår i släktet Hypolimnas och familjen praktfjärilar. Inga underarter finns listade i Catalogue of Life.